# Battlefield 1
Battlefield 1 je videohra žánru FPS, jejíž děj se odehrává během první světové války. Novinkou zde jsou staré dobové tanky, letadla, zbraně, zákopy apod. Battlefield 1 je celkově čtrnáctým dílem série Battlefield. Kolem zasazení hry ovšem vznikla velká diskuze – ačkoliv se hra snaží zachovávat autentičnost první světové války, hraní by mělo být především zábavné. Sami autoři říkají, že využívají tzv. básnickou licenci.
Hru vytvořilo studio EA Digital Illusions CE a byla vydána firmou Electronic Arts. Hra vyšla 21. října 2016 pro Microsoft Windows, PlayStation 4 a Xbox One na celém světě.

## Datadisky

### They Shall Not Pass
- První datadisk do hry Battlefield 1 s názvem They Shall Not Pass.
- Byl vydán 14. března 2017 pro PS4, PC a Xbox One – prémioví uživatelé.
- 28. března 2017 pro PS4, PC a Xbox One – neprémioví uživatelé.
- Datadisk přidává francouzskou armádu jako hratelný tým, čtyři nové mapy nebo zbraně a vozidla.

### In The Name Of The Tsar
- Druhý datadisk do hry Battlefield 1 s názvem In The Name Of The Tsar.
- Byl vydán 5. září 2017 pro PS4, PC a Xbox One – prémioví uživatelé.
- 19. září 2017 pro PS4, PC a Xbox One – neprémioví uživatelé.
- Datadisk přidává ruskou armádu jako hratelný tým, nové mapy, zbraně a vozidla.

### Turning Tides
- Třetí datadisk do hry Battlefield 1 s názvem Turning Tides.
- Vydání je plánováno na konec roku 2017.

### Apocalypse
- Čtvrtý datadisk do hry Battlefield 1 s názvem Apocalypse.
- Byl vydán 20. února 2018 pro PS4, PC a Xbox One – prémioví uživatelé.

### Média
EA DICE. Battlefield 1. [s.l.]: Electronic Arts, 2016-10-21. (anglicky)